# Kelley Deal
Kelley Deal (Dayton (Ohio), 10 juni 1961) is gitarist van de Amerikaanse band The Breeders en de tweelingzus van Kim Deal.

## Biografie

### Jeugd
Kelley is 11 minuten eerder geboren dan haar zus. De zussen groeide op in Huber Heights, een voorstad van Dayton, Ohio. Daar begon ze op 13-jarige leeftijd met het gebruiken van drugs.
In 1977 richtte ze met haar zus The Breeders op. Begin jaren tachtig hield de band op te bestaan. Terwijl Kim verderging in de muziek (Pixies), ging Kelley verder als computerprogrammeur.

### The Breeders
In 1989 richtten Kim Deal en Tanya Donelly (gitarist van Throwing Muses) The Breeders opnieuw op. Kelley was ook gevraagd voor het debuutalbum Pod, maar kon geen vrij krijgen van haar werk.
In 1992 kwam Kelley Deal als derde gitarist bij de band. Op Safari was ze voor het eerst te horen. Tanya Donnelly verliet na Safari de band om Belly op te richtten. Kelley moest toen alle nummers van Pod leren om zo Tanya te kunnen vervangen. Vlak daarna gingen The Breeders toeren met Nirvana.

### Afkicken
Kelley was al sinds haar jeugd verslaafd aan heroïne, later ook aan drank. In 1995 werd ze opgepakt wegens drugsbezit. Op voorspraak van haar familie ging Kelley afkicken. Daardoor hoefde ze van de rechter niet de gevangenis in.

### The Kelley Deal 6000
Na het afkicken richtte Kelly The Kelley Deal 6000 op. Ze bracht onder deze naam twee albums uit: Go To The Sugar Altar en Boom! Boom! Boom!.

### R.RING
In 2012 begon Kelley Deal samen met Mike Montgomery het duo R.RING, waarmee ze een EP uitbracht, The Rise EP, via het Haagse label Mass Market Recordings. In maart 2013 toerde R.RING in Engeland, België en Nederland.

## Discografie

### The Breeders
- Safari (1992)
- Last Splash (1993)
- Title TK (2002)
- Mountain Battles (2008)

### The Kelley Deal 6000
- Go to the Sugar Altar (1996)
- Boom! Boom! Boom! (1997)

### Last Hard Men
- The Last Hard Men (1998/2001)

### R. Ring
- Fall Out & Fire (7") (2012)
- The Rise EP (2013)